# Paola Pinilla
Paola Pinilla (Bogotá, diciembre de 1986) es una física colombiana cuyos campos de estudios son modelos teóricos de formación de planetas usando simulación con ordenador para luego contrastar los resultados con observaciones telescópicas. Fue la primera colombiana en recibir el premio de astrofísica Sofja Kovalevskaja del Instituto Alexander von Humboldt, como también la primera en recibir la beca Hubble que otorga la NASA. Entre sus aportes más destacados se encuentran las predicciones del comportamiento de los discos protoplanetarios que fueron confirmados en observatorios chilenos.

## Biografía
Pinilla perfiló su carrera en la física estudiando y dictando clases en la Universidad de los Andes. Inmediatamente después, trabajó como investigadora post doctora en el Observatorio de Leiden y el Observatorio Steward. Actualmente es profesora en el Laboratorio de Ciencias Espaciales Mullard (MSSL/UCL) de Reino Unido.

## Premios y reconocimientos
- NINS-DAAD 2020 program for International Exchange between Japan and Germany (25000 euros).
- Ludwig Biermann Award 2020 from the German Astronomical Society to the best young astronomer in Germany.
- Max Planck Research Group Grant 2020, up to 2 million euros. (declined).
- Accepted 2 DFG Grants within the collaboration FOR 2634 (co-applicant).
- Approved Lorentz Center Workshop 2021 (25000 euros), PIs: Giovanni Rosotti & Paola Pinilla.
- Sofja Kovalevskaja Award, 2018, Alexander von Humboldt Foundation.One of the most valuable academic awards in Germany: up to 1.6 million euros.
- Faculty position offers (declined): Universidad Diego Portales, Chile (2016), University of Florida, USA (2018), and California State University Northridge, USA (2018).
- NASA Hubble Fellowship 2016.
- ESO (3 years) and CITA (5 years) fellowships 2016 (declined).
- NRAO Grant (10000 USD): to organize the conference “Star and Planet Formation (SPF2) in the South-West”, March 2018.
- NOVA Grant (2000 euros): to organize a Lorentz workshop, March 2015.
- Patzer Prize for one of the best publications by a young scientist at MPIA/ZAH in 2012.

- Graduate Research Fellowship, International Max Planck Research School (2010-2013), Germany.[3]

## Obras
- Pinilla, Kurtovic, Benisty, Manara, Natta, Sanchis, Tazzari, Stammler, Ricci, Testi.: A bright inner disk and structures in the transition disk around the very low-mass star CIDA 1, A&A (2021), vol.649, A122.
- Pinilla & Lenz: Growing and Trapping Pebbles with Fragile Collisions of Particles in Protoplanetary Disks, A&A (2021), vol. 645, A70.
- Pinilla, Pascucci, Marino: Hints on the origins of particle traps in protoplanetary disks given by the Mdust − M relation, A&A (2020) vol. 635, A105
- Pinilla, Benisty, Cazzoletti, Harsono, Pérez, Tazzari: An Inner Disk in the Large Gap of the Transition Disk SR 24S, ApJ (2019) vol. 878, 16.
- Pinilla, Benisty, de Boer, Manara, Bouvier, Dominik, Ginski, Loomis, Sicilia Aguilar: Variable Outer Disk Shadowing Around the Dipper Star RX J1604.3-2130, ApJ (2018) vol. 868, 85.
- Pinilla, Natta, Manara, Ricci, Scholz, Testi: Resolved millimeter-dust continuum cavity around the very low mass young star CIDA 1, A&A (2018) vol. 615, A95.
- Pinilla, Tazzari, Pascucci, Youdin, Garufi, Manara, Testi, van der Plas, Barenfeld, Canovas, Cox, Hendler, Pérez, van der Marel: Homogeneous Analysis of the Dust Morphology of Transition Disks Observed with ALMA: Investigating dust trapping and the origin of the cavities, ApJ (2018) vol.859, 32.
- Pinilla, Quiroga-Nuñez, Benisty, Natta, Ricci, Henning, van der Plas, Birnstiel, Testi, Ward-Duong: Millimeter spectral indices and dust trapping by planets in brown dwarf disks, ApJ (2017) vol. 846,70.
- Pinilla and Youdin: Particle Trapping in Protoplanetary Disks: Models vs. Observations, in: Pessah M., Gressel O. (eds.) Formation, Evolution, and Dynamics of Young Solar Systems. Astrophysics and Space Science Library, vol. 445. Springer, Cham.
- Pinilla, Pohl, Stammler, Birnstiel: Dust Density Distribution and Imaging Analysis of Different Ice Lines in Protoplanetary Disks, ApJ (2017) vol. 845, 68.
- Pinilla, Pérez, Andrews, van der Marel, van Dishoeck, Ataiee, Benisty, Birnstiel, Juhász, Natta, Ricci, and Testi: A Multi-wavelength Analysis of Dust and Gas in the SR 24S Transition Disk, ApJ(2017) vol. 839, 99.
- Pinilla, Flock, de Juan Ovelar, and Birnstiel: Can dead zones create structures like a transition disk, A&A (2016) vol. 596, A81.
- Pinilla, Klarmann, Birnstiel, Benisty, Dominik, and Dullemond: A tunnel and a traffic jam: How transition disks maintain a detectable warm dust component despite the presence of a large planet carved gap, A&A (2016) vol. 585, A35.
- Pinilla, de Boer, Benisty, Juhász, de Juan Ovelar, Dominik, Avenhaus, Birnstiel, Girard, Huelamo, Isella, and Milli: Variability and dust filtration in the transition disk J160421.7-213028 observed in optical scattered light, A&A (2015) vol. 584, L4.
- Pinilla, van der Marel, Pérez, van Dishoeck, Andrews, Birnstiel, Herczeg, Pontoppidan, and van Kempen: Testing particle trapping in transition disks with ALMA, A&A (2015) vol. 584, A16.
- Pinilla, Birnstiel, and Walsh: Sequential planet formation in the HD 100546 protoplanetary disk, A&A (2015) vol. 580, A105.
- Pinilla, de Juan Ovelar, Ataiee, Benisty, Birnstiel, van Dishoeck, and Min: Gas and dust structures in protoplanetary disks hosting multiple planets, A&A (2015) vol. 573, A9.
- Pinilla, Benisty, Birnstiel, Ricci, Isella, Natta, Dullemond, Quiroga-Nuñez, Henning, and Testi: Millimetre spectral indices of transition disks and their relation to the cavity radius, A&A (2014) vol.564, A51.
- Pinilla, Birnstiel, Benisty, Ricci, Natta, Dullemond, Dominik, and Testi: Explaining millimeter-sized particles in brown dwarf disks, A&A (2013) vol. 554, A95.
- Pinilla, Benisty, and Birnstiel: Ring shaped dust accumulation in transition disks, A&A (2012) vol. 545, A81.
- Pinilla, Birnstiel, Ricci, Dullemond, Uribe, Testi, and Natta: Trapping dust particles in the outer regions of protoplanetary disks, A&A (2012) vol. 538, A114.